# 恐竜世界シリーズ
恐竜世界シリーズ（きょうりゅうせかいシリーズ）は、タミヤが製作している恐竜のプラモデルのシリーズ。

## 概要
恐竜を1/35スケールで模型化したシリーズで、台座や樹木などが付属したカスモサウルス、ティラノサウルス、パラサウロロフス、トリケラトプス、ブラキオサウルスなどの情景セットが発売されており、付属する人間フィギュア（人物は、監修を手がけたヒサクニヒコである）との大きさを比較することができるほか、ヴェロキラプトルなどの小型恐竜は複数体セットで発売されている。また、ティラノサウルスとトリケラトプスはステゴサウルスと共に単品の「恐竜シリーズ」でも発売されているが、「恐竜シリーズ」が1980年代初め、「恐竜世界シリーズ」が1990年代半ばという発売時期の差を反映して、両者の形態は大きく異なったものとなっている。また、情景セット5種の台座は、組み合わせて一つの台座になるように形状が工夫されている。

## ラインナップ

### 恐竜世界シリーズ
- No.1(Item No：60101)カスモサウルス情景セット(カスモサウルスの子供、陸ガメ、トカゲ、探検家の男性人形付属)
- No.2(Item No：60102)ティラノサウルス情景セット(パラサウロロフスの骨、探検家の男性人形付属)
- No.3(Item No：60103)パラサウロロフス情景セット(ニクトサウルス3体、探検家の男性人形付属)
- No.4(Item No：60104)トリケラトプス情景セット(ベロキラプトル2体、カエル、両生類、魚4匹、探検家の男性人形付属)
- No.5(Item No：60105)ベロキラプトル6体セット
- No.6(Item No：60106)ブラキオサウルス情景セット(ブラキオサウルスの子供、始祖鳥、探検家の男性人形付属)
- No.7(Item No：60107)小型恐竜セット(幼年期のティラノサウルス、青年期のパラサウロロフス、オビラプトル、ヒプシロフォドン、始祖鳥、ワニの6体セット)

### 恐竜シリーズ
- (Item No：60201)トリケラトプス
- (Item No：60202)ステゴサウルス
- (Item No：60203)ティラノサウルス